# Chili con carne (film)
Pour les articles homonymes, voir Chili con carne.
Pour plus de détails, voir Fiche technique et Distribution.
Chili con carne est un film français réalisé par Thomas Gilou, sorti en 1999.

## Synopsis
Inès est le chef d'une véritable tribu qui vit dans une réelle harmonie. Elle est entourée de ses trois ex, Pierre, Gabriel et Yannick, des trois enfants qu'elle a eus avec ces derniers et de sa grand-mère, Mamita, arrivée avec elle de leur Chili natal vingt ans plus tôt. Cette harmonie va être quelque peu bousculée par l'arrivée de Claude, cadre supérieur travaillant pour une multinationale qui lui a depuis longtemps fondé sa vie sur les valeurs de la rentabilité, du pouvoir et de l'argent. Seulement, il n'est pas insensible au charme de la fougueuse Inès.

## Fiche technique
- Titre français : Chili con carne
- Réalisation : Thomas Gilou
- Scénario : Thomas Gilou et Florence Gilardo
- Décors : Olivier Raoux
- Photographie : Jean-Claude Larrieu
- Musique : Philippe Eidel
- Production : Jean-Louis Livi et Bernard Marescot et Jean-Louis Nieuwbourg
- Pays de production :  France
- Format : couleurs
- Genre : comédie
- Date de sortie : 1999

## Distribution
- Antoine de Caunes : Claude
- Valentina Vargas : Inès
- Gilbert Melki : Gabriel
- Jean-Yves Lafesse : Pierre
- Tara Römer : Yannick
- Alicia Bustamante : Mamita
- Oscar Castro : Carlos
- Olivier Loustau : Philippe
- Adriana Pegueroles : Ernestina
- Solène Bouton : Marie
- Pascale Roberts : La mère de Claude
- Isabelle Doval : Géraldine
- Laura Favali : Laure
- Samia Sassi : Caissière Liveburger
- Marie-France Mignal : La mère de Géraldine
- Christophe Rossignon : L'architecte
- Manu Layotte : Policier 1
- Joseph Dahan : Policier 2
- Fabien Onteniente : L'inspecteur
- Jean-François Gallotte : L'employé de mairie
- Camilo Azuquita : Azuquito